# Simplicia robustalis
Simplicia robustalis är en fjärilsart som beskrevs av Achille Guenée 1854. Simplicia robustalis ingår i släktet Simplicia och familjen nattflyn. Inga underarter finns listade i Catalogue of Life.